# Gutasaga
Gutasaga (articulat Gutasagan) este o povestire (saga) scandinavă ce narează istoria insulei Gotland înainte ca aceasta să fie creștinată. Este partea finală a codului de legi numit Gutalagen, început în jurul anului 1220 și finalizat în 1350. Manuscrisul din 1350 este păstrat la Biblioteca Națională a Suediei din Stockholm. Gutasga este scrisă în limba gutnică veche, înrudită cu Limba nordică veche.